# هناء ناصر
هناء ناصر (27 مارس 1991 في إسرائيل - ) هو لاعب كرة قدم إسرائيلي في مركز الدفاع. لعب مع نادي مكابي أم الفحم وHapoel Acre F.C. ‏ وHapoel Bnei Lod F.C. ‏ وHakoah Amidar Ramat Gan F.C. ‏ وMaccabi Ironi Bat Yam F.C. ‏.

## وصلات خارجية
- هناء ناصر على موقع قاعدة بيانات كرة القدم.إي يو (الإنجليزية)